# René Besse (football)
Pour les articles homonymes, voir René Besse (homme politique) et Besse.
René Bessé, né le 2 juillet 1921 à Neufchâtel (aujourd'hui Neufchâtel-en-Bray) et mort le 9 février 2012 à Rouen, est un footballeur français.

## Biographie
Originaire de Haute-Normandie, René Bessé évolue pourtant dans l’équipe fédérale Clermont-Auvergne lors de la saison 1943-1944. L'année suivante il rentre dans sa région et signe en tant que défenseur central au FC Rouen, avec lequel il remporte le championnat de France de football en 1945 (un titre qui n'est pas homologué par la fédération). 
En 1947, alors que le FC Rouen est relégué en deuxième division, il est tout proche de signer à l'AS Saint-Étienne mais ne s'accorde finalement pas avec les dirigeants. En 1950, il quitte pour de bon le FC Rouen pour Le Havre AC, promu en première division. En 1951, il signe au Stade rennais. Durant ses trois saisons en Bretagne, Besse dispute une soixantaine de matchs, en D1 puis en D2, avant de prendre sa retraite de footballeur,.